# Destino zoppo
Destino zoppo (in russo Хромая судьба?, Chromaja sud'ba) è un romanzo di fantascienza dei fratelli Strugackij, scritto nel 1982, e pubblicato per la prima volta (senza la cartella blu) sulla rivista Neva nel 1986 e, infine, per esteso, nel 1989.

## Storia editoriale
L'opera si compone di due filoni narrativi, che si alternano in una sorta di metanarrazione: c'è la vicenda di Feliks Sorokin, il protagonista di Destino zoppo, e quella di Viktor Banev, l'eroe del lavoro letterario scritto da Sorokin e custodito nella Cartella blu (in russo: Синяя папка, Sinjaja papka). L'idea su cui si basa la trama, è tratta dal racconto di Ryūnosuke Akutagawa del 1916, La scala di Zoilo (in russo: Мензура Зоили, Menzura Zoili), e la trovata di utilizzarla anche loro venne agli autori già nel 1971, ma avrebbero scritto Destino zoppo solo nel 1982 e senza alcuna speranza di vederlo pubblicato. Inizialmente, non sapevano ancora che contenuto dare alla cartella blu, l'unica cosa assodata era che doveva essere un romanzo già scritto e tuttavia inedito. La loro prima scelta si orientò su La città condannata, ma ben presto si resero conto che quest'opera non avrebbe potuto essere inserita come storia-nella-storia per via delle sue dimensioni molto corpose. Optarono così per un altro inedito, Brutti cigni, circolato anch'esso come il precedente solo in samizdat. Nel romanzo, che consta di dieci capitoli, le storie di Sorokin e di Banev si avvicendano, un capitolo alla volta per ciascuno.
Un prototipo di Sorokin è lo stesso Arkadij Strugackij, parlando lo scrittore, come il suo personaggio, correntemente inglese e giapponese, e avendo prestato servizio nell'esercito con le mansioni di traduttore. Altro modello è Sergej Maksudov, il protagonista dell'incompiuto Romanzo teatrale di Bulgakov.
Nel romanzo compaiono diversi riferimenti ad altre opere dei fratelli Strugackij, prima fra tutte, la raccolta di storie fantastiche di Sorokin, Favole moderne (in russo: Современные сказки, Sovremennye skazki), che rimanda chiaramente a Lunedì inizia sabato, del 1964.
Boris Strugackij ha scritto:

Destino zoppo è prima di tutto un romanzo sull'inesorabile avvicinarsi della vecchiaia, da cui non otteniamo né gioia né salvezza. Un riconoscimento della vecchiaia, se preferite.

## Trama
(Arkadij e Boris Strugackij, Destino zoppo, cap. 5)
È il gennaio del 1982 e lo scrittore di mezza età Feliks Sorokin, membro dell'Unione degli scrittori, è stato contattato come tutti i suoi colleghi dal Segretariato dell'Unione con la richiesta di consegnare, ai fini di una ricerca scientifica, un campione della sua produzione letteraria. Il momento è cruciale e lo scrittore inizia a esaminare il suo archivio personale, cercando qualcosa di adatto. Si immerge nei ricordi e in manoscritti mai pubblicati raccolti nella cartella blu, lavori destinati a essere tenuti nel cassetto, tra cui ce n'è uno, non ancora terminato, che è il suo preferito e che ricomincia a leggere.
Stando alle informazioni in possesso di Feliks, la ricerca scientifica è condotta con l'ausilio di un programma unico nel suo genere, in grado di calcolare in modo imparziale e oggettivo il talento letterario di un autore. Il pensiero di Sorokin va al racconto La scala di Zoilo, che tratta proprio di un dispositivo del genere, e inizia a temere che il lavoro tanto amato si possa rivelare un'opera non riuscita, il parto di un grafomane. Così, al posto del suo manoscritto incompiuto, facente parte della cartella blu, sceglie di consegnare per la ricerca alcune traduzioni di testi tecnici.
L'acquisizione dei campioni letterari e la sperimentazione con il singolare programma si svolgono presso l'Istituto di ricerca linguistica dell'Accademia delle Scienze dell'URSS. L'apparecchiatura si chiama NPLT (acronimo che sta per Numero Probabile di Lettori del Testo) e in realtà, come si evince dal nome, non giudica il talento di uno scrittore o il valore artistico del testo, se non - al più - indirettamente, ma calcola il numero dei potenziali lettori. Ad esempio, dopo l'analisi di un editoriale della Pravda, la macchina dà un risultato di sette cifre.
Uno degli scienziati, un personaggio misterioso, rivela a Sorokin che sa dell'esistenza della cartella blu, fatto assolutamente inspiegabile, poiché nessuno poteva essere al corrente delle sue pagine segrete. Ancora più incredibile è ciò che accade quando Feliks incontra di nuovo lo strano individuo, stavolta al ristorante dell'Unione degli scrittori, allorché l'uomo assume le sembianze e il nome di Michail Bulgakov, e gli spiega che, indipendentemente dai rischi connessi con la censura e dalle sue preoccupazioni di ordine estetico, deve portare a termine il suo manoscritto e farlo conoscere al pubblico. E nel silenzio che si crea, la voce ovattata di Michail Afanas'evič legge la conclusione del testo non ancora scritta, la fine de Brutti cigni.

## Edizioni all'estero
Molte le traduzioni. In occidente, vanno ricordate:
- l'edizione francese (Destin boîteux) del 1991 (ed. Hachette)
- l'edizione spagnola (Destinos truncados) del 2003 (ed. Gilgamesh)
- le varie edizioni tedesche (Das lahme Schicksal), a partire dal 1991 (ed. Suhrkamp e, più recentemente, Wilhelm Heyne Verlag)
- l'edizione inglese (Lame Fate / Ugly Swans), del 2020 (ed. Chicago Review Press)
- l'edizione italiana (Destino zoppo) del 2023 (Carbonio Editore)